# Юй Даю
Юй Даю́ (кит. 俞大猷, пиньинь Yú Dàyóu, 1503—1579) — китайский генерал эпохи Мин и мастер ушу. Известен своей борьбой с пиратством юго-восточного побережья Китая вместе с Ци Цзигуаном.

## Биография
Родился в семье военного в уезде Цзиньцзян Цюаньчжоуской управы (сейчас это место находится на территории района Лоцзян городского округа Цюаньчжоу) провинции Фуцзянь. В детстве Юй был слаб и болезнен. Чтобы осуществить свою мечту — быть похожим на героев древности — мальчик начал изучать ушу. Его учителем стал Чао Дунсюэ. Юй Даю очень быстро обучался боевому искусству и, выросши, стал известным мастером ушу, коронным оружием которому служил посох. В середине XVI века Юй Даю в звании генерала заехал в Шаолиньский монастырь, чтобы разыскать мастеров, владеющих искусством боя с посохом, но оказалось, что умение вести поединки с посохом то ли полностью утрачено монахами, то ли его никогда и не было. В итоге генерал решил, что станет сам обучать монахов приемам боя с посохом. Даю написал «Трактат об искусстве боя с прямым мечом», в котором больше внимания уделялось палке. Основной принцип техники Юй Даю звучит так: «Следуй за позициями соперника, заимствуй силу соперника». Юй Даю Служил в приграничных районах Китая.

## Образ в искусстве
- Является одним из главных героев посвящённого борьбе с японскими пиратами фильма Кинга Ху «Храбрецы» (1975).